# المعتقلون الروس في غوانتانامو
اعتقلت الولايات المتحدة حسب التقارير الرسمية تسعة
مواطنين روس في معتقل غوانتانامو. ومع ذلك فإن عدد الروس في غوانتانامو لا يزال غير واضح. حيث أن بعض الأسماء مفقودة من القائمة الرسمية. بينما عدد المعتقلين الكلي هو 779 معتقل خارج نطاق القضاء في معتقل غوانتانامو في كوبا منذ فتح معسكرات الاعتقال في 11 يناير 2002، بلغ العدد ذروته في عام 2004 وكان حوالي 660 معتقل. ومن يناير 2017 أصبع العدد 45 معتقل.

## القائمة
| رقم الاعتقال | الاسم                    | الصورة | تاريخ الاعتقال | تاريخ إطلاق السراح | ملاحظات |
| ------------ | ------------------------ | ------ | -------------- | ------------------ | --- |
| 82           | رسول كوداييف             |        |                | 2004-02-27         | تم تسليمه لروسيا في 24 فبراير 2004 مع ستة معتقلين روس أخرين. |
| 203          | رافيل شافيافيتش          |        | 2002-01-21     | 2004-02-27         | تم تسليمه لروسيا في 24 فبراير 2004 مع ستة معتقلين روس أخرين. وتم اتهامه في تفجير خط أنابيب الغاز الطبيعي في 9 مايو 2006.                                                                                     |
| 209          | ألماس رابيلافيتش شاريبوف |        | 2002-01-21     | 2004-02-27         | تم تسليمه لروسيا في 24 فبراير 2004 مع ستة معتقلين روس أخرين. ثم مُنح حق اللجوء لهولندا. |
| 211          | رسلان أوديزيف            |        | 2002-06-14     | 2004-02-27         | تم تسليمه لروسيا في 24 فبراير 2004 مع ستة معتقلين روس أخرين. وتم إدارج رسلان ضمن قائمة المتهمين في هجوم نالتشيك 2005. وفي 27 يونيو 2007 قالت الشرطة أن رسلان قتل في وسط مدينة نالتشيك في اشتباكات مع الشرطة. |
| 492          | إيات نسيموفيتش           |        | 2002-06-14     | 2004-02-27         | تم تسليمه لروسيا في 24 فبراير 2004 مع ستة معتقلين روس أخرين. |
| 573          | رستم أخمياروف            |        | 2002-05-01     | 2004-02-27         | تم تسليمه لروسيا في 24 فبراير 2004 مع ستة معتقلين روس أخرين. |
| 672          | زاكيرجان أسام            |        | 2002-06-08     | 2006-11-17         | |
| 674          | تيمور رافيليش إشمورت     |        | 2002-06-14     | 2004-02-27         | تم تسليمه لروسيا في 24 فبراير 2004 مع ستة معتقلين روس أخرين. وتم إدارجه ضمن قائمة المتهمين في هجوم نالتشيك 2005.                                                                                             |
| 702          | رافيل مينغازوف           |        | 2002-10-28     | 2017-01-18         | تم نقله إلى الإمارات العربية المتحدة. |